# Salman Khurshid

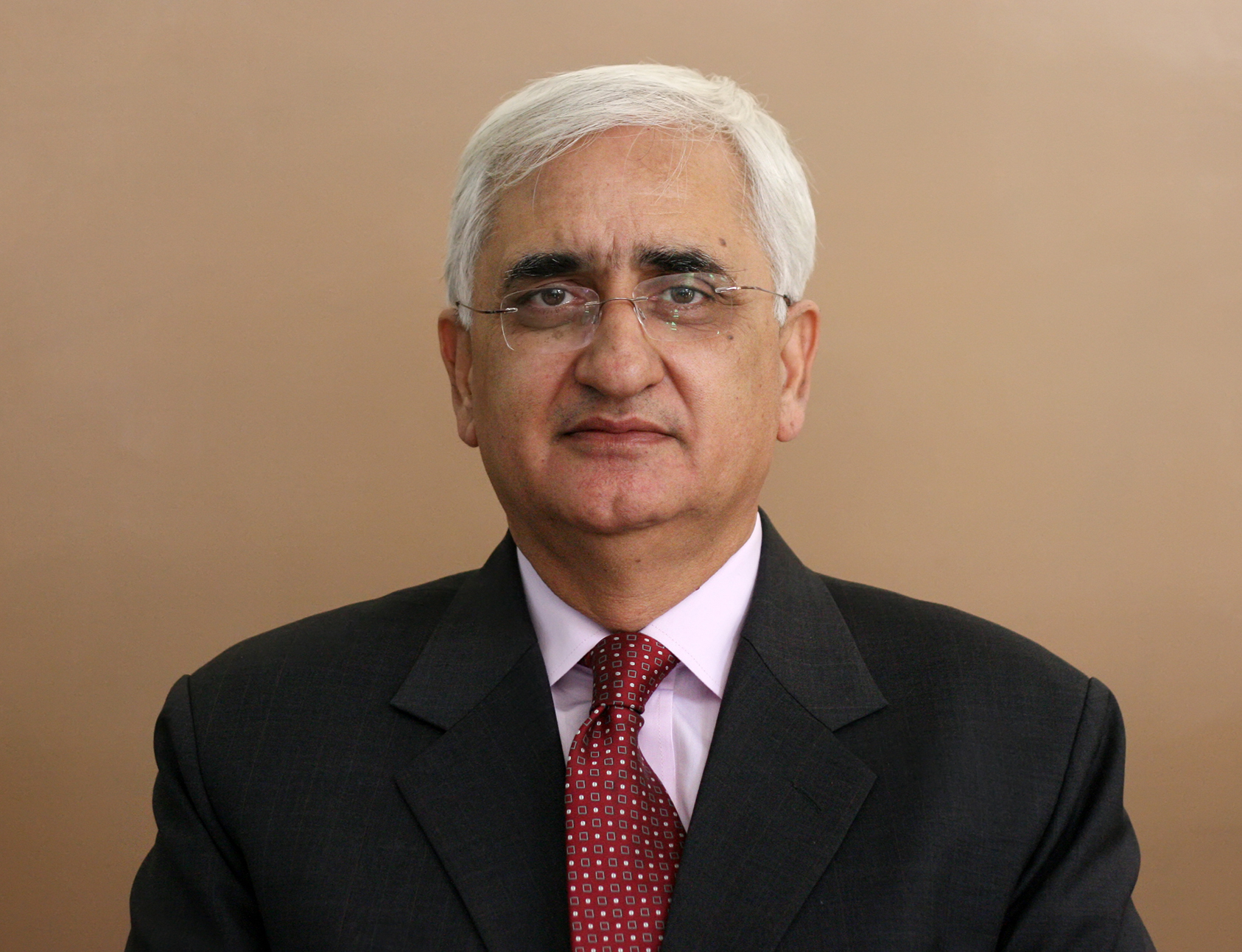
Salman Khurshid (2011)

Salman Khurshid (Hindi सलमान खुर्शीद Salamān Khurśīd; * 1. Januar 1953 in Aligarh, Uttar Pradesh) ist ein Politiker des Indischen Nationalkongresses. Vom 28. Oktober 2012 bis zum 26. Mai 2014 war er Außenminister Indiens im Kabinett Manmohan Singh II.

## Biografie
Kurshid wurde in eine Politikerfamilie geboren. Sein Vater Khurshed Alam Khan war Minister in der indischen Regierung in den 1980er Jahren, Gouverneur von Goa von 1989 bis 1991 und mit Unterbrechungen Gouverneur von Karnataka von 1991 bis 1999. Sein Großvater mütterlicherseits Zakir Hussain war indischer Staatspräsident von 1967 bis 1969.
Khurshid studierte an der von Jesuiten geführten St. Xavier’s High School in Patna, der Delhi Public School in Mathura Road, Delhi und am christlich geführten St. Stephen’s College in Delhi. Er erwarb anschließend den Grad eines Master of Arts (M.A.) in Englisch und den eines Bachelor of Civil Law (B.C.L.) in Rechtswissenschaften am St Edmund Hall College der University of Oxford in England.
Khurshid startete seine politische Karriere im Indischen Nationalkongress unter Indira Gandhi in den frühen 1980er Jahren. Im Juni 1991 war er stellvertretender Minister für Handel und von Januar 1993 bis Juni 1996 Staatsminister für auswärtige Angelegenheiten in der indischen Regierung. Nach der Indischen Parlamentswahl 2009 wurde er Staatsminister für Minderheitenangelegenheiten (bis Januar 2011), danach von Januar bis Juli 2011 Minister für Wasserressourcen und nach einer Kabinettsumbildung im Oktober 2012 schließlich Außenminister. Beim Regierungswechsel am 26. Mai 2014 wurde Sushma Swaraj seine Nachfolgerin.
Salman Khurshid ist Muslim, verheiratet und hat 3 Söhne und eine Tochter.